# Spilosoma incisa
Spilosoma incisa là một loài bướm đêm thuộc phân họ Arctiinae, họ Erebidae.